# 原犬鱷龍屬
原犬鱷龍（屬名：Procynosuchus）在希臘文裡意為“之前的狗鱷魚”，是種犬齒獸亞目動物，犬齒獸亞目是哺乳類的祖先。原犬鱷龍屬於犬齒獸亞目的原犬鱷龍科，該科是最早的犬齒獸類之一。原犬鱷龍生存於晚二疊紀。目前已在德國、尚比亞、南非等地發現化石。原犬鱷龍的身長約60公分。

## 古生物學

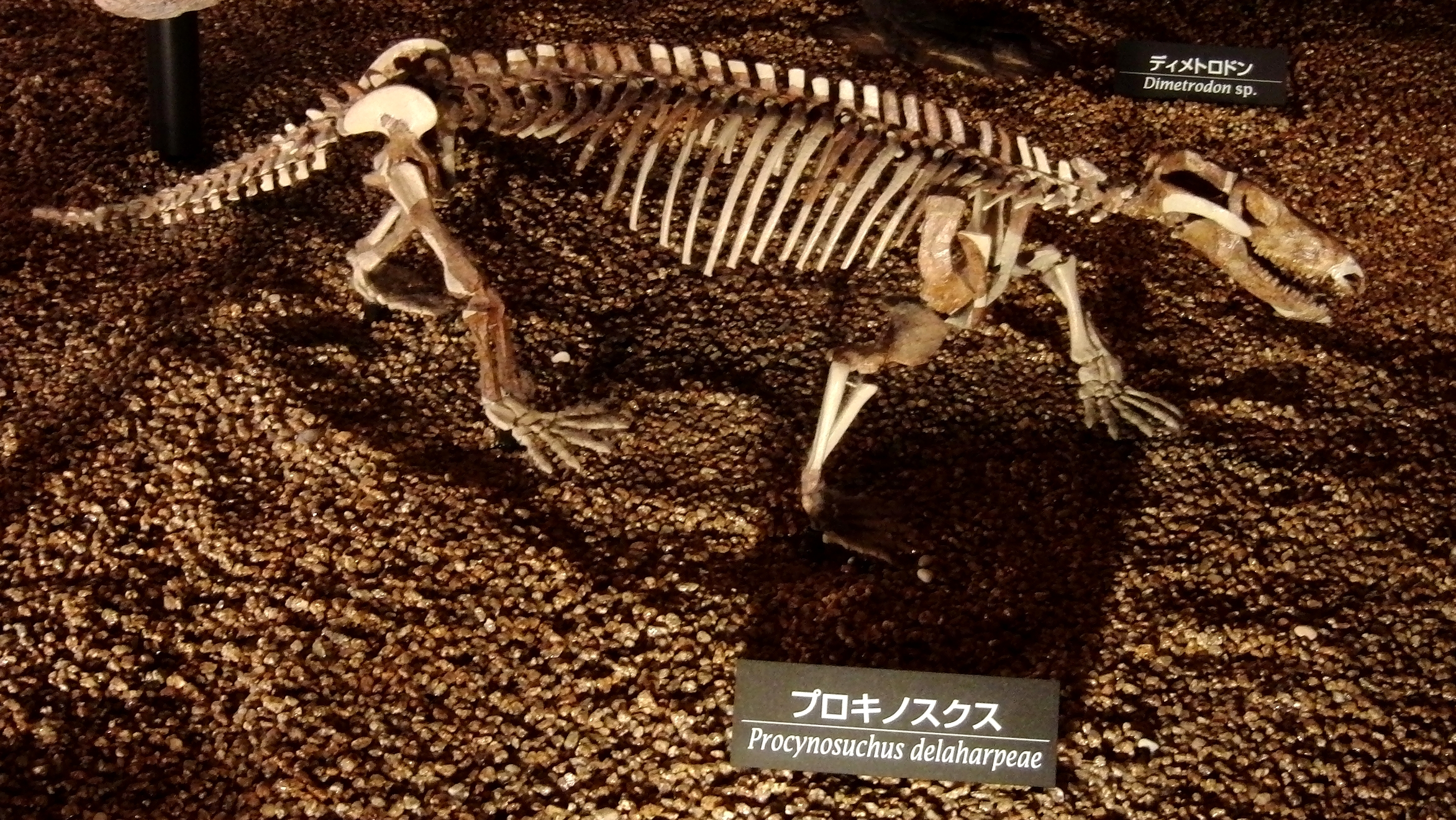
原犬鱷龍的骨架模型，日本東京國立科學博物館

原犬鱷龍是種早期犬齒獸類，具有許多原始特徵，但已發展出許多不同於早期獸孔類的衍化特徵。原犬鱷龍的脊椎關節突（Zygapophyses）寬，允許牠們脊椎做出靈活的側向運動，因此被推測是半水生動物；而大多數犬齒獸類是陸地動物，例如犬頜獸。原犬鱷龍可能藉由扭動脊椎的前部與後端來游泳，游泳方式類似現代鱷魚。與其他犬齒獸類相比，原犬鱷龍的尾巴相當長。尾椎的脈弓（Haemal arch）長，因此牠們的尾巴上下寬、側向較窄，牠們可能藉由左右擺動尾巴而在水中前進。牠們的腳掌形狀平坦，這也可能是半水生生活的演化特徵，用腳掌作為槳而推動前進。根據股骨的突起部形狀，顯示牠們生前有強壯的腿部屈肌。當牠們在水中游泳時，強壯腿部屈肌可將大腿、小腿後縮，使水中游泳更為方便。

## 命名爭議
在1937年，南非古生物學家羅伯特·布魯姆（Robert Broom）敘述、命名原犬鱷龍屬。在命名的前幾年，布魯姆命名了Cyrbasiodon；另一古生物學家命名了Parathrinaxodon。在目前分類法裡，這兩屬都是原犬鱷龍的異名。根據《國際動物命名法規》，這兩個學名的命名時間早於原犬鱷龍，理論上應具有優先權。但自從建立學名後，很少研究論文引用這兩個名稱，而原犬鱷龍較常被使用。在2009年的國際動物命名會議，某些科學家提議，原犬鱷龍成為保留名稱（Nnomen conservandum），而Cyrbasiodon、副三尖叉齒獸 （Parathrinaxodon）改為廢止學名（Nomina rejecta）。在隔年的會議裡，正式將原犬鱷龍改為保留名稱，具有使用上的有效性 。